# High-Rise - La rivolta
High-Rise - La rivolta (High-Rise) è un film del 2015 diretto da Ben Wheatley, con protagonista Tom Hiddleston.
La pellicola è l'adattamento cinematografico del romanzo Il condominio (High Rise), scritto da J. G. Ballard e pubblicato nel 1976.

## Trama
Londra, 1975. Robert Laing è un giovane medico, affascinato dallo stile di vita che si svolge in un grattacielo, una specie di comunità isolata con persone che vivono nel lusso e si allontanano dalla proprietà quasi unicamente per lavorare. L'edificio ospita al suo interno il suo creatore, l'architetto Anthony Royal, che lo ha progettato come un luogo autosufficiente in grado di rispondere a tutte le esigenze degli abitanti.
Dopo aver preso in affitto un appartamento al 25º piano dell'edificio, Robert Laing scopre un mondo fatto di persone con diversi tipi di attaccamenti, e allo stesso tempo inizia una relazione con Charlotte, una madre single che lavora come infermiera dell'architetto. Gradatamente la struttura inizia a soccombere ai problemi dovuti alla propria stessa complessità tecnica e gli abitanti devono imparare a vivere senza la protezione e le comodità garantite da una tecnologia che hanno sempre data per scontata e del cui funzionamento in realtà sanno molto poco.
Le crescenti difficoltà spingono gli inquilini a dividersi in gruppi: la comunità coesa e autosufficiente sognata dall'architetto si frantuma in tante "tribù" sempre più ostili fra loro lungo linee di frattura che corrispondono prima ai diversi stili di vita (genitori contro single) e poi - con il precipitare della situazione e la crescente scarsità di risorse fondamentali come il cibo e la sicurezza - sempre più alla classe sociale di appartenenza (piani bassi contro piani alti).
Come nel libro di Ballard, man mano che il livello di conflittualità aumenta e si aggravano i malfunzionamenti nel condominio invece di "scappare" o cercare aiuto all'esterno, gli abitanti tendono ad uscire sempre meno fino a smettere del tutto, per rifugiarsi e vivere esclusivamente all'interno della struttura. Quando Richard Wilder, giovane regista e amico di Laing, viene di peso fatto spostare al secondo piano, l'ingiustizia darà il via a scontri violenti all'interno del grattacielo.

## Produzione
Il produttore Jeremy Thomas era interessato all'adattamento del romanzo già negli anni seguenti alla sua pubblicazione. Negli anni novanta infatti il progetto doveva essere diretto da Nicolas Roeg su una sceneggiatura di Paul Mayersberg.
Negli anni duemila, Jeremy Thomas avvia un nuovo progetto con una sceneggiatura di Richard Stanley, sotto la regia di Vincenzo Natali.
Nel 2013 Ben Wheatley incontra il produttore Thomas e inizia la collaborazione per realizzare il film, sulla sceneggiatura di Amy Jump, moglie del regista Wheatley.

### Riprese
Le riprese del film iniziano nel luglio 2014 a Belfast per poi spostarsi a Bangor.

## Colonna sonora
Nel marzo 2015 viene annunciato Clint Mansell come compositore della colonna sonora del film. Il disco esce il 18 marzo 2016 in formato CD.

## Promozione
Il primo trailer del film viene diffuso il 14 dicembre 2015.

## Distribuzione
Il film è stato presentato in anteprima al Toronto International Film Festival il 13 settembre 2015, mentre il 21 settembre è stato presentato in concorso al Festival internazionale del cinema di San Sebastián.
Anteprime nelle principali città della Gran Bretagna, comprese sei diverse proiezioni a Londra, sono state annunciate per febbraio e marzo 2016, con la distribuzione nazionale a partire dal 16 marzo 2016.
In Italia arriva direttamente sul mercato home video a partire dal 12 luglio 2017, dopo un'anteprima al 33° Torino Film Festival (novembre 2015).

## Riconoscimenti
- 2015 - Festival internazionale del cinema di San Sebastián
  - Candidatura per il miglior film
- 2015 - Toronto International Film Festival
  - Candidatura per il Platform Prize a Ben Wheatley
- 2015 - British Independent Film Awards
  - Candidatura per la miglior sceneggiatura ad Amy Jump
  - Candidatura per il miglior attore protagonista a Tom Hiddleston
  - Candidatura per la migliore attrice non protagonista a Sienna Miller
  - Candidatura per il miglior attore non protagonista a Luke Evans